# Vince Rockland
Vince Rockland (* 29. Dezember 1973 in Darmstadt, Deutschland) ist ein US-amerikanischer Pornodarsteller.

## Leben
Rockland wuchs gemeinsam mit seinen beiden Brüdern Shane und Hal Rockland in Darmstadt und Blansingen von 1973 bis 1981 auf. Nach seiner Schulzeit wurde Rockland ab Anfang der 1990er als Pornodarsteller in der US-amerikanischen Pornoindustrie tätig. Bekannt ist Rockland insbesondere aus dem Pornofilm Three Brothers von Gino Colbert und Sam Slam, in dem er gemeinsam mit seinen beiden Brüdern als Pornodarsteller auftrat. Für den Film erhielt er 1998 den GayVN Awards und den Gay Erotic Video Awards.

## Filmografie (Auswahl)
- Bi Voyeur, Rockland Productions
- Bottom Boys(Glory Holes 13), His Xplicit/His
- Break Away(Jocks Pac 060), Jocks/Falcon Studios
- A Brother's Desire, His Video Gold
- By Invitation Only(Falcon Pac 094), Falcon Studios
- Chip Daniels' Video Studbook, Centaur
- The Complexxx, All Worlds Video
- Curious, Vivid Man
- Daddy Trains, Graphic Art
- Driven To It, Studio 2000
- Fame & Flesh, His Video Gold
- Fantasy Fights 15 & 16, BG Enterprise
- Fetish Sex Fights 4, Can-Am Productions, Zeus Studios
- Foul Play, Falcon Studios
- Hands On, Mustang/Falcon Studios
- Hot Cops, Centaur
- The Hot Cops Trilogy, Centaur
- Hotter Than Hell, Centaur
- House Of Tricks, Primo Video
- An Interview With Dax Kelly, Stylus Men
- Into Leather, Forum Studios
- Jawbreaker, Catalina Videos
- JS' Big Time, Stryker Productions
- Leather Obsession 4-Forever, Forum Studios
- Leather Obsession 3-Illusion, Forum Studios
- Male Tales, His Video
- Man To Man, Wildside Video
- The Matinee Idol, Video Gold
- Military Issue-Part 2, Forum Studios
- Military Issue-Part3, Forum Studios
- The Mirror, Sidmoore Shepherd
- Night Heat, Studio 2000
- 9 1/2 Inches, Thor Productions
- On Your Knees, Huge Video
- Orgies, Part 1, Forum Studios
- Porn Fiction, Gino Pictures Gold
- Possession (Falcon Pac 098), Falcon Studios
- Private Passions, Jet Set Productions
- Pucker Up: The Best Of Vince Rockland, Forum Studios
- Rock Off, Rockland Productions
- Rock Solid (Mustang Pac 052), Mustang/Falcon Studios
- Saddle Tramps (Mustang Pac 034), Mustang/ Falcon Studios
- Saddle Tramps II (Mustang Pac 042), Mustang/Falcon Studios
- Sex Invaders, Thor Productions
- The Sex Pit, Locker Room
- Three Brothers,  New Age Pictures
- Three For The Load, Catalina
- Thriller, Huge Video
- Full Frontal, Fencesitter Productions

## Preise und Auszeichnungen (Auswahl)
- 1998: GayVN Awards: Three Brothers
- 1998: Gay Erotic Video Awards